# Johannes Zwicker
Johannes Zwicker (* 7. Dezember 1881 in Zittau; † 1969 in Zwickau) war ein deutscher Altphilologe und Gymnasialdirektor.

## Leben
Johannes Zwicker besuchte die Bürgerschule zu Zittau und von Ostern 1891 bis Ostern 1900 das Gymnasium ebendort. Anschließend studierte er Klassische Philologie, Geschichte und Philosophie an den Universitäten in Leipzig und Bonn. Nach Promotion (Juli 1905) und Staatsexamen (Februar 1906) arbeitete er als Hilfslehrer am Gymnasium zu Zwickau, wo er am 1. Januar 1909 zum ständigen wissenschaftlichen Lehrer ernannt wurde. Zu Ostern 1909 wurde er an das Königin-Carola-Gymnasium zu Leipzig versetzt. Von 1914 bis 1918 nahm er am Ersten Weltkrieg teil. 1924 wurde er als Oberstudiendirektor an das Realgymnasium zu Plauen berufen. Seinen Ruhestand verbrachte er in Zwickau. Im Auftrag der Deutschen Akademie der Wissenschaften zu Berlin arbeitete er gemeinsam mit Fridolf Kudlien an einem Index-Band zur Edition des Aretaios.
Neben seiner Tätigkeit im sächsischen Schuldienst war Zwicker auch wissenschaftlich tätig. Er gab 1911 die philologischen Schriften Philipp Melanchthons heraus, verfasste zahlreiche Artikel für Paulys Realencyclopädie der classischen Altertumswissenschaft und sammelte keltische Inschriften. Als Frucht seiner jahrzehntelangen Arbeit erschien von 1934 bis 1936 sein Hauptwerk Fontes historiae religionis Celticae, das den fünften und letzten Teilband von Carl Clemens Projekt Fontes historiae religionum ex auctoribus graecis et latinis collectos bildet.

## Schriften (Auswahl)
- De vocabulis et rebus Gallicis sive transpadanis apud Vergilium. Leipzig 1905 (Dissertation)
- Wie studiert man klassische Philologie?. Leipzig 1908
- Philipp Melanchthon: Philologische Schriften. Leipzig 1911 (Supplementa Melanchthoniana: Werke Philipp Melanchthons, die im Corpus Reformatorum vermisst werden. Abteilung 2)
- Fontes historiae religionis Celticae. Drei Teile, Berlin 1934–1936